# 瓦瑟利施
瓦瑟利施是德国莱茵兰-普法尔茨州的一个市镇。总面积7.59平方公里，总人口2197人，其中男性1092人，女性1105人（2011年12月31日），人口密度289人/平方公里。